# راهگذر شمال به جنوب از مسیر سرخس
راه‌گذر بین‌المللی شمال-جنوب یا کریدور شمال-جنوب در شرق ایران و دریای خزر از مسیرهای راهبردی در نیم‌کره شرقی جهان است.
موقعیت استراتژیک، ژئوپلتیک و ژئواکونومیک ایران مورد توجه کشورهای بزرگ جهان بوده و هست. موقعیت مناسب ریلی و جاده‌ای و دسترسی ایران به سواحل طولانی در خلیج فارس، دریای مکران «عمان» و سواحل دریای «خزر» در سالهای اخیر بسیار مورد توجه تولیدکنندگان بزرگ اقتصادی جهان بوده است.
کریدور شمال به جنوب در سال ۲۰۰۱ به عنوان یک کریدور تجاری برای تقویت ارتباطات اقتصادی بین هند، آسیای مرکزی و اروپای شرقی مفهوم‌سازی شد. بر اساس مطالعه مرکز مطالعات نیروی هوایی، یک اندیشکده هندی، تلاش‌های زیادی برای راه‌اندازی مجدد INSTC صورت گرفته است. پس از آن، پیش‌نویس توافقنامه ترانزیت و گمرک در سال ۲۰۱۵ به توافق رسید و به دنبال آن اجرای آزمایشی دیگر کریدور از روسیه به هند در سال ۲۰۲۲ انجام شد. کریدور بین‌المللی شمال-جنوب (INSTC) با مسیری به طول حدود ۷۲۰۰ کیلومتر اوایل دهه ۲۰۰۰ میلادی به عنوان جایگزینی برای مسیر سنتی دریایی کانال سوئز معرفی شد و در سال‌های اخیر، به یکی از گزینه‌های اصلی هندی‌ها برای دسترسی به بازارهای آسیای مرکزی، قفقاز و اروپا تبدیل شده‌است.

## وضعیت
در بخش ریلی شرق دریای خزر، کریدور شمال - جنوب هم اینک فعال است. کالاها در این مسیر با گذر از روسیه و قزاقستان از یکی از دو مرز ریلی ایران در سرخس و اینچه برون وارد ایران می‌شود و از طریق خط آهن به بندرعباس می‌رسد.
بندر چابهار به عنوان تنها بندر اقیانوسی ایران که در بخش شمالی دریای عمان واقع شده، در آینده نقش مهمی را در حمل و نقل و ترانزیت کالا از هند به افغانستان و کشورهای آسیای میانه و همچنین اروپا از طریق اتصال به شبکه ریلی ایران از طریق راه‌آهن چابهار- زاهدان ایفا خواهد کرد.
راه‌آهن خاش - زاهدان به طول ۱۵۷ کیلومتر که بخشی از این پروژه است، پیش از این افتتاح شده است. بنا بر اعلام وزیر راه و شهرسازی ایران، کل مسیر ریلی چابهار - زاهدان بیش از ۶۰ درصد پیشرفت دارد و روند تکمیل آن در حال انجام است.
به گفته مهرداد بذرپاش، این مسیر ریلی، در حقیقت، آسان‌ترین و سهل‌ترین راه دسترسی کشورهای آسیای میانه و نیز افغانستان به آب‌های آزاد جهانی از طریق بندر چابهار خواهد بود.

## ویژگی‌ها

### مزایای اقتصادی
این مسیر مهم‌ترین حلقهٔ تجارت بین آسیا و اروپا است که مسافت ۱۶ هزار کیلومتری حمل بار از طریق کانال سوئز را با یک مسیر ۷ هزار کیلومتری جایگزین کرده و در مقایسه با مسیرهای سنتی از نظر مسافت و زمان تا ۴۰ درصد کوتاه‌تر و از نظر هزینه تا ۳۰ درصد ارزان‌تر است. راه‌گذر شمال - جنوب یکی از مسیرهای مهم ترانزیتی در آسیای میانه است و کشورهای در مسیر این راه‌گذر هر یک با تشکیل اتحادیه و انعقاد قراردادهای همکاری در رقابتی همه‌جانبه به توسعه و تجهیز بنادر، جاده‌ها، ترمینال و مسیرهای ریلی خود می‌پردازند.
این راه‌گذر ارتباط ترانزیتی کشورهای شمال اروپا و روسیه از طریق ایران و منطقه ویژه اقتصادی سرخس به کشورهای حوزهٔ اقیانوس هند، خلیج فارس و جنوب آسیا برقرار می‌سازد. در این میان اتصال خلیج عمان و بندر چابهار در ساحل شرق دریای مکران یا دریای عرب به عنوان بندری استراتژیک به این راه‌گذر در مبادلهٔ کالا به شرق کشور و همسایه‌های شرقی و آسیای میانه نقش مهمی ایفاد خواهد کرد.
این پروژه یک ترانزیت چندوجهی است؛ بدین معنا که حمل دریایی، جاده ای و ریلی را شامل می‌شود و توسط یک بارنامه سراسری از طریق ترکیب خشکی و دریا انجام و کالا به مقصد می‌رسد. کاهش هزینه‌های حمل شامل هزینه بنادر و گمرک، کاهش مدت‌زمان ماندگاری کانتینرها، سرعت در تحویل کالا؛ حذف خطر صاحبان کالا در حمل داخلی کانتینر پر و خالی، سند حمل معتبر جهت مسائل حقوقی و جبران خسارت احتمالی، تسریع در عملیات بانکی و افزایش اعتبار تجاری از مزایای بارنامه سراسری است.
از دیگر مزایای این کریدور می‌توان به: امنیت بیشتر هزینه کمتر، صرفه جویی در زمان است، قطار ترانزیت کانتینری از ایستگاه چخوف روسیه واقع در استان مسکو از مسیری به طول ۳۸۰۰ کیلومتر از روسیه، قزاقستان، ترکمنستان وارد ایران می‌شود و از مسیر ریلی به طول ۱۶۰۰ کیلومتر به بندر عباس یا بندر چابهار رسیده و در نهایت از طریق دریا امکان ارسال به کشورهای حاشیه خلیج فارس و دریای عمان، شرق آفریقا و اقیانوس هند را دارد.

### مزایای اجتماعی
حمل هر ۱۰۰ تن بار ۱۰ شغل مستقیم و حدود ۵۰ شغل غیرمستقیم ایجاد می‌کند. این امر موجب کاهش فقر و کاهش مشکلات اجتماعی در کشورهای این مسیر خواهد شد.

## چشم‌اندازها
پیشنهاد راه اندازی قطارهای باری پرسرعت از طریق قزاقستان به ایران
یکی از تازه‌ترین پیشنهادها برای رونق بیشتر خط ریلی کریدور شمال – جنوب در شرق دریای خزر را رئیس‌جمهور قزاقستان در جلسه سران اتحادیه اقتصادی اوراسیا در مسکو مطرح کرده است.
قاسم جومارت توکایف در این نشست، از نیاز به تقویت پتانسیل حمل و نقل و ترانزیت اتحادیه اقتصادی اوراسیا سخن گفت و به عنوان یک ابتکار اساسی، راه‌اندازی قطارهای باری پرسرعت در امتداد راه‌آهن چلیابینسک (روسیه)- بولاشک (قزاقستان) -ایران را پیشنهاد کرد.
وی اظهار داشت: برای این منظور می‌توان از زیرساخت‌های کریدور حمل و نقل شمال-جنوب با ایجاد مرکز تجمیع بار در چلیابینسک استفاده کرد.
رئیس‌جمهور قزاقستان تأکید کرد: ما آماده بازسازی تنگناها در شبکه راه‌آهن و نیز بخش بزرگراه هستیم.
توکایف خاطرنشان کرد: می‌توان امکان سرمایه‌گذاری مشترک در ساخت زیرساخت‌ها در بنادر دریایی و خشک ایران و ترکمنستان را در نظر گرفت که این امر جغرافیای صادرات کشورهای عضو اتحادیه اوراسیا را به‌طور چشمگیری گسترش می‌دهد و توانایی‌های لجستیکی ما را تقویت می‌کند.
سفیر ایران در مسکو پیش از این با اشاره به اینکه یکی از بخش‌های کریدور شرقی مسیر ایران از روسیه و قزاقستان عبور می‌کند و پس از مرزهای سرخس و اینچه برون وارد ایران می‌شود و به خلیج فارس می‌رسد، گفت: زمینه انتقال کالا از این مسیر فراهم است و بخش‌هایی از راه‌آهن این مسیر نیازمند تقویت است که این موضوع در دستور کار قرار دارد.
کاظم جلالی افزود: بخشی از راه‌آهن این مسیر از اینچه برون تا گرمسار در ایران باید برقی شود که به عنوان پروژه مشترک ایران و روسیه دنبال می‌شود.

## منطقه ویژه اقتصادی سرخس
منطقه ویژه اقتصادی سرخس یکی از ۳۴ مناطق ویژه اقتصادی ایران است که در استان خراسان رضوی قرار دارد. تمرکز اصلی در این مناطق بر ساده‌سازی فرآیندهای تجاری است، به همین دلیل در این مناطق قوانین مبادلاتی آزادانه‌تر، معافیت‌های گوناگون در تعرفه‌ها و عوارض گمرکی و تشریفات ارزی ساده‌تری نسبت به سرزمین اصلی حاکم است.
فعالیت این منطقه ویژه اقتصادی در ۲۴ اردیبهشت ۱۳۷۵، همزمان با افتتاح راه‌آهن مشهد - سرخس - تجن با حضور رهبران و نمایندگان بیش از ۱۰۰ کشور جهان آغاز شد.
مناطق ویژه اقتصادی محدوده‌های جغرافیایی مشخصی در مبادی ورودی و خروجی کشور هستند که به منظور جذب سرمایه‌های خارجی و داخلی و همچنین ایجاد بستر مناسب برای فعالیت‌های صنعتی، تولیدی و تجاری، با هدف افزایش صادرات کالا و ارائه بهینه خدمات جهت حضور فعال در بازارهای منطقه‌ای و بین‌المللی ایجاد می‌شوند.

### موقعیت مکانی
این منطقه در منتهی الیه شمال شرق ایران در استان خراسان رضوی و در فاصله ۱۵۰کیلومتری شرق شهر مشهد مقدس و ۱۵ کیلومتری شهرستان سرخس واقع شده است و از شمال و شرق با کشور ترکمنستان هم‌مرز است. (به طول ۶۱٫۱۰ شرقی و عرض۳۶٫۳۲ شمالی با ارتفاع ۲۳۵ متری از سطح دریا)

#### فعالیت‌ها
- نگهداری امانی کالا
- تسریع و تسهیل در دستیابی به کالا برای نزدیک کردن صحنه فعالیت صاحبان کالا اعم از مواد اولیه، ماشین آلات و سایر کالاهای ساخته شده با مصرف‌کنندگان داخلی به منظور پشتیبانی از تولید داخلی کشور
- پردازش کالا یا ایجاد تغییرات در آن برای تحصیل ارزش افزوده با استفاده از امکانات بالقوه
- فراهم نمودن تسهیلات لازم جهت دستیابی خریداران عمده داخلی به کالاهای مورد نیاز خود در این مناطق، نزدیک کردن بازارهای تجاری منطقه ای و بسط و توسعه تجارت خارجی
- ایجاد عرصه فعالیت‌های تجاری منطقه ای با توجه به بازارهای کشورهای آسیای میانه، قفقاز و ماوراء قفقاز
- ارتباط با کشورهای آسیایی و اروپایی و سایر نقاط و بهره‌برداری مفید از این بازارها با استفاده از تسهیلات ترانزیت داخلی و خارجی صادرات و صادرات مجدد
- جذب سرمایه و امکانات داخلی و خارجی برای موارد فوق‌الذکر به منظور نیل به اهداف مورد نظر با رعایت قوانین و مقررات مربوط
- فرودگاه بین‌المللی با برخورداری از امکانات حمل و نقل و ترابری هوایی در مناطق آزاد و مناطق ویژه اقتصادی